# Mostacillastrum oleraceum
Mostacillastrum oleraceum là một loài thực vật có hoa trong họ Cải. Loài này được (O.E. Schulz) Al-Shehbaz mô tả khoa học đầu tiên năm 2006.